# Энно, Оливье
Оливье Энно (фр. Olivier Henno) — французский политик, сенатор, заместитель генерального секретаря партии Союз демократов и независимых.

## Биография
Родился 21 апреля 1962 г. в городе Рубе (департамент Нор). Выпускник Высшей коммерческой школы Лилля, в 1982 году вступил в партию Центр социал-демократов, в 1986 году был избран президентом Движения молодых социал-демократов. В 1995 году вместе со всей партией стал членом Союза за французскую демократию.
В 1995 году Оливье Энно впервые баллотировался в муниципальный совет города Сент-Андре-ле-Лилль, а в 2001 году сумел победить на муниципальных выборах и занял пост мэра города. Впоследствии дважды, в 2008 и 2014 годах, он переизбирался на этот пост. В 1998 году по списку Союза за французскую демократию был избран в Региональный совет Нор-Па-де-Кале. В 2001 году был избран в Генеральный совет департамента Нор от кантона Лилль-Уэст.
В 2002 году во время президентской кампании Оливье Энно активно поддерживал Франсуа Байру и дистанцировался от правого крыла Союза за французскую демократию, начавшего сближаться с Союзом за народное движение. В это же время начался его многолетний конфликт с депутатом Национального собрания и бывшим министром Марком-Филиппом Добрессом, в то время также членом СФД. В 2005 году он выступил против Добресса на досрочных выборах депутата Национальной Ассамблеи, но проиграл во 2-м туре.
В 2007 году Оливье Энно вновь поддержал Франсуа Байру на президентских выборах, и, после раскола Союза за французскую демократию по вопросу поддержки кандидата Союза за народное движение Николя Саркози, вместе с Байру стал одним из основателей партии Демократическое движение. В качестве кандидата этой партии он баллотируется в депутаты Национального собрания, где вновь проигрывает Марку-Филипп Добрессу, в Европейский парламент и Региональный совет Нор-Па-де-Кале, также неудачно. Ему удается только в 2008 году переизбраться в Генеральный совет департамента Нор, где он примыкает к левому большинству.
В 2012 году Оливье Энно предпринимает попытку договориться с Социалистической партией о поддержке его в качестве единого кандидата на очередных парламентских выборах против его вечного оппонента Добресса. Не получив поддержки, он отказывается от участия в выборах и после этого отходит от сотрудничества с социалистами. В сентябре 2012 года он воссоединяется со своими бывшими соратниками-центристами в новой партии Союз демократов и независимых, примиряется с Марком-Филиппом Добрессом; как кандидат правого блока в марте 2015 года от кантона Лилль-1 избирается в Совет департамента Нор, где занимает пост 3-го вице-президента.
На выборах в Сенат в сентябре 2017 года вошел под вторым номером в возглавляемый Валери Летар список Союза демократов и независимых, занявший по итогам голосования 1-е место и получивший два места в Сенате, одно из которых досталось Оливье Энно.

## Занимаемые выборные должности
19.06.1995 — 18.03.2001 — член муниципального совета города Сент-Андре-ле-Лилль 

16.03.1998 — 27.03.2004 — член Регионального совета Нор-Па-де-Кале 

19.03.2001 — 21.12.2017 — мэр города Сент-Андре-ле-Лилль 

20.03.2001 — 29.03.2015 — член Генерального совета департамента Нор от кантона Лилль-Уэст

с 29.03.2015 — член Совета департамента Нор от кантона Лилль-1 

с 01.10.2017 — сенатор Франции от департамента Нор